# كين بلاك (مهندس معماري)
كين بلاك هو مهندس معماري كندي، ولد في 19 مايو 1912م، وتوفي في 4 يوليو 1993م.